# Vince Vaughn
Vincent Anthony (Vince) Vaughn (Minneapolis (Minnesota), 28 maart 1970) is een Amerikaans acteur.
Vaughn is een zoon van verkoper Vernon Vaughn en zijn vrouw Sharon, een makelaar. Hij heeft twee oudere zussen: Valerie en Victoria. Hij groeide op in Lake Forest, Illinois.
Hoewel hij acteren leuk vond, wilde hij eigenlijk sportman worden. Hij moest dit opgeven na een auto-ongeluk en werd in 1988 beroepsacteur. Zijn eerste werk kreeg Vaughn in een reclamespotje van automerk Chevrolet. Vanaf 1989 was hij op televisie te zien. Hij dacht hiermee zijn carrière te kunnen lanceren en trok naar Hollywood, maar kreeg in die tijd alleen enkele kleine rolletjes.
Zijn eerste grote rol was in de film Rudy (1993), waar hij kennismaakte met acteur Jon Favreau. Ze werden goede vrienden en Favreau, die een scenario aan het schrijven was over zijn leven als werkloze acteur, schreef Vaughn in de film als hoofdrolspeler Trent. Zo werd hij in 1996 beroemd in de succesvolle film Swingers. Steven Spielberg zag wel wat in hem en gebruikte hem in The Lost World: Jurassic Park. Hierna kreeg Vaughn een ruimere keus aan aangeboden scenario's. In de volgende jaren speelde Vaughn in een aantal grote films en zette daarin afwisselende personages neer.
In 2005 werd hij een Frat Packer. Hij kwam opnieuw in de publiciteit tijdens de opnamen en promotie van The Break-Up (2006). Daar leerde Vaughn actrice Jennifer Aniston kennen, die op dat moment juist in scheiding lag met Brad Pitt. De twee kregen een relatie die een klein jaar duurde. Ze woonden samen in Los Angeles.
In 2010 is Vaughn getrouwd. Hij en zijn vrouw hebben twee kinderen.
In 2024 kreeg Vaughn een ster op de Hollywood Walk of Fame.

## Filmografie
- 2020  Freaky - De Blissfield Butcher / Millie Kessler
- 2019: Fighting with My Family - Hutch
- 2018: Dragged Across Concrete - Anthony Lurasetti
- 2017: Brawl in Cell Block 99 - Bradley Thomas
- 2016: Term Life - Nick Barrow (ook producer)
- 2016: Hacksaw Ridge - Sergeant Howell
- 2015: Unfinished Business - Dan Trunkman
- 2015: True Detective - Frank Seymon
- 2013: Anchorman 2: The Legend Continues (niet op aftiteling) - Wes Mantooth
- 2013: Delivery Man - David Wozniak
- 2013: The Internship - Billy McMahon
- 2012: The Watch - Bob McAllister
- 2012: Lay the Favorite - Rosie
- 2011: The Dilemma - Ronny
- 2009: Couples Retreat - Dave
- 2008: Four Christmases - Brad
- 2007: Into the Wild - Wayne Westerberg
- 2007: Fred Claus - Frederick "Fred" Claus
- 2006: The Break-Up - Gary Grobowski
- 2005: Wedding Crashers - Jeremy Grey
- 2005: Mr. & Mrs. Smith - Eddie
- 2005: Be Cool - Roger "Raji" Lowenthal
- 2005: Thumbsucker - Mr. Geary
- 2004: Wake Up, Ron Burgundy: The Lost Movie (niet op aftiteling) - Wes Mantooth
- 2004: Paparazzi - Acteur
- 2004: Anchorman: The Legend of Ron Burgundy (niet op aftiteling) - Wes Mantooth
- 2004: Dodgeball: A True Underdog Story - Peter La Fleur
- 2004: Starsky & Hutch - Reese Feldman
- 2003: I Love Your Work - Stiev
- 2003: Blackball - Rick Schwartz
- 2003: Old School - Bernard "Beanie" Campbell
- 2001: Domestic Disturbance - Rick Barnes
- 2001: Zoolander (niet op aftiteling) - Luke Zoolander
- 2001: Made - Ricky Slade
- 2000: The Prime Gig - Pendelton "Penny" Wise
- 2000: The Cell - FBI Agent Peter Novak
- 2000: South of Heaven, West of Hell - Taylor Henry
- 1998: Psycho - Norman Bates
- 1998: Clay Pigeons - Lester Long
- 1998: Return to Paradise - John 'Sheriff' Volgecherev
- 1998: A Cool, Dry Place - Russell Durrell
- 1997: The Locusts - Clay Hewitt
- 1997: The Lost World: Jurassic Park - Nick Van Owen
- 1996: Swingers - Trent Walker
- 1994: At Risk - Max Nolan
- 1993: Rudy - Jamie O'Hare